# 森諦圓
森 諦圓（もり たいえん、1901年5月27日 - 1990年7月30日）は、日本の僧侶、教育者。真言宗御室派管長。総本山仁和寺第41世門跡。本名（出家するまでの名）森調四郎。

## 来歴・人物
香川県三豊郡比地二村（現 三豊市高瀬町）出身。旧制香川県立三豊中学校、真言宗京都大学（現・種智院大学）卒業。
貧しい大工の家に生まれ、8歳の時「米のメシが食べたい、学問がしたい」という動機で仏門に入った。覚城院での厳しい修行を経て、三豊中学、真言宗京都大学を卒業する。卒業論文は、『児童の宗教教育の理論と実践』。大学卒業後、覚城院第57世住職となる。戦時中は、陸軍第十一師団付従軍布教師として上海ウーマンに敵前上陸を共に行動した。
1942年（昭和17年）仁尾町議会議員に当選。約5年間、町政に参画し町役場庁舎ならびに平石幼稚園の建設などの推進に貢献した。戦後、真言宗御室派教学部長、総本山仁和寺執行に就任。その後、真言宗御室派宗務部長、総本山仁和寺執行長の要職に就任。
1967年（昭和42年）真言宗御室派管長、総本山仁和寺第41世門跡となる。このとき仁和寺所有の名勝双ヶ丘売却問題で国会で論争を行い、ついに売却に成功し、寺の財政基盤を固めた手腕は広く認められた。また、種智院大学学長、洛南高等学校校長を務め、青少年の健全育成ならびに子弟の教育に尽力した。

### 略歴
- 1921年 - 真言宗京都大学卒業
- 1925年 - 覚城院第57世住職
- 1937年 - 日中戦争の第1号従軍布教師
- 1952年 - 真言宗御室派教学部長、総本山仁和寺執行。
- 1962年 - 真言宗御室派宗務総長、総本山仁和寺執行長。
- 1967年 - 真言宗御室派管長、総本山仁和寺第41世門跡。
- 1971年 - 種智院大学学長、洛南高等学校校長。
- 1973年 - 後七日御修法大阿、真言宗長者。
- 1979年 - 仁尾町名誉町民
- 1982年 - 総本山仁和寺最高顧問
- 1986年 - 種智院大学名誉教授

## 著書
- 『古寺巡礼京都11「仁和寺」』
- 『青少年布教の理論』
- 『子供へのはなし方』